# Jatznick
Jatznick ist eine Gemeinde im Landkreis Vorpommern-Greifswald im Osten Mecklenburg-Vorpommerns. Sie wird vom Amt Uecker-Randow-Tal mit Sitz in der Stadt Pasewalk verwaltet.

## Geografie
Mit etwa 2000 Einwohnern ist Jatznick die größte Gemeinde im Amt Uecker-Randow-Tal. Sie liegt am Nordostrand des Nördlichen Höhenrückens, einer Endmoräne, die sich ca. 25 Kilometer nach Westen hinzieht (höchste Erhebung in den Brohmer Bergen 153 m ü. NHN). Nördlich und östlich von Jatznick wird die Landschaft sehr flach (Ueckermünder Heide bis zum Stettiner Haff sowie Niederungsgebiet der Friedländer Großen Wiese). Bei Waldeshöhe befindet sich der Aalsee, ein etwa 0,8 Hektar großes Gewässer.
Umgeben wird Jatznick von den Nachbargemeinden Wilhelmsburg und Torgelow im Norden, Hammer a. d. Uecker im Nordosten, Viereck im Osten, Pasewalk im Südosten, Schönwalde im Süden, Uckerland und Groß Luckow im Südwesten, Strasburg (Uckermark) im Westen sowie Rothemühl im Nordwesten.

## Gemeindegliederung
Zur Gemeinde Jatznick gehören folgende Ortsteile:
| - Am Bahnhof - Belling - Blumenhagen - Groß Spiegelberg | - Jatznick - Klein Luckow - Sandförde - Waldeshöhe |

Wohnplätze und Wüstungen
| - Albertshof - Am Berge - Ausbau - Herrnkamp - Mauseort | - Moosbruch - Oslanin - Wärterhaus - Wilhelmsthal |

## Geschichte
1354 wurde der Ort Jatznick erstmals in einer Urkunde erwähnt. Jatznick war ursprünglich von Slawen bewohnt, die dem Ort seinen heutigen Namen gaben.
Am 1. Juli 1950 wurde die bis dahin eigenständige Gemeinde Waldeshöhe eingemeindet, am 1. Januar 2001 wurde Belling eingegliedert. Am 1. Januar 2012 wurden die vormals eigenständigen Gemeinden Blumenhagen und Klein Luckow nach Jatznick eingemeindet.

## Bevölkerung
| Jahr | Einwohner |
| ---- | --------- |
| 1990 | 1855      |
| 1995 | 1743      |
| 2000 | 1668      |
| 2005 | 2044      |
| 2010 | 1875      |
| 2015 | 2278      |

| Jahr | Einwohner |
| ---- | --------- |
| 2020 | 2239      |
| 2021 | 2232      |
| 2022 | 2208      |
| 2023 | 2178      |

 Stand: 31. Dezember des jeweiligen Jahres

## Politik

### Gemeindevertretung
Die Gemeindevertretung von Jatznick besteht aus 12 Mitgliedern. Die Kommunalwahl am 9. Juni 2024 führte bei einer Wahlbeteiligung von 67,4 % zu folgendem Ergebnis:
| Partei / Wählergruppe                      | Stimmenanteil 2019 | Sitze 2019 |  | Stimmenanteil 2024 | Sitze 2024 |
| ------------------------------------------ | ------------------ | ---------- |  | ------------------ | ---------- |
| Bürgerbündnis mit Kompetenz für Vorpommern | 56,4 %             | 7          |  | 61,3 %             | 7          |
| AfD                                        | 10,0 %             | 1          |  | 17,1 %             | 2          |
| CDU                                        | 22,1 %             | 3          |  | 10,3 %             | 1          |
| Einzelbewerber Dietmar Kowalski            | –                  | –          |  | 04,2 %             | 1          |
| Einzelbewerber Eric Jürgens                | –                  | –          |  | 04,0 %             | 1          |
| Einzelbewerberin Sabine Hanusch            | –                  | –          |  | 03,1 %             | –          |
| Einzelbewerberin Waltraud Gundlaff         | 08,0 %             | 1          |  | –                  | –          |
| Weitere Einzelbewerber                     | 03,5 %             | –          |  | –                  | –          |
| Insgesamt                                  | 100 %              | 12         |  | 100 %              | 12         |

### Bürgermeister
- 2004–2024: Peter Fischer (Bürgerbündnis mit Kompetenz für Vorpommern)
- seit 2024: Frank Schulz (Bürgerbündnis mit Kompetenz für Vorpommern)

Fischer wurde bei der Bürgermeisterwahl am 26. Mai 2019 mit 59,4 % der gültigen Stimmen wiedergewählt. Bei der Bürgermeisterwahl am 9. Juni 2024 wurde Schulz ohne Gegenkandidat mit 87,5 % der gültigen Stimmen zu seinem Nachfolger gewählt. Seine Amtsdauer beträgt fünf Jahre.

### Wappen
| Wappen von Jatznick | Blasonierung: „Gespalten; vorn in Silber ein blauer Eschenzweig; hinten in Blau ein Storch in natürlichen Farben mit erhobenem rechten Ständer.“ |
| Wappen von Jatznick | Wappenbegründung: In dem Wappen steht der Eschenzweig nach dem Gestaltungsgrundsatz des pars pro toto als redendes Zeichen für den aus dem Slawischen stammenden Ortsnamen, der so viel wie Eschenwald bedeutet. Mit dem Storch soll auf die zahlreichen Nistplätze des Weißstorchs im Gemeindegebiet verwiesen werden. Die Tingierung des Wappens in Silber und Blau deutet auf die Zugehörigkeit der Gemeinde zum Landesteil Vorpommern hin. Das Wappen und die Flagge wurde von dem Schweriner Heraldiker Heinz Kippnick gestaltet. Es wurde zusammen mit der Flagge am 12. Februar 2002 durch das Ministerium des Innern genehmigt und unter der Nr. 258 der Wappenrolle des Landes Mecklenburg-Vorpommern registriert. |

### Flagge

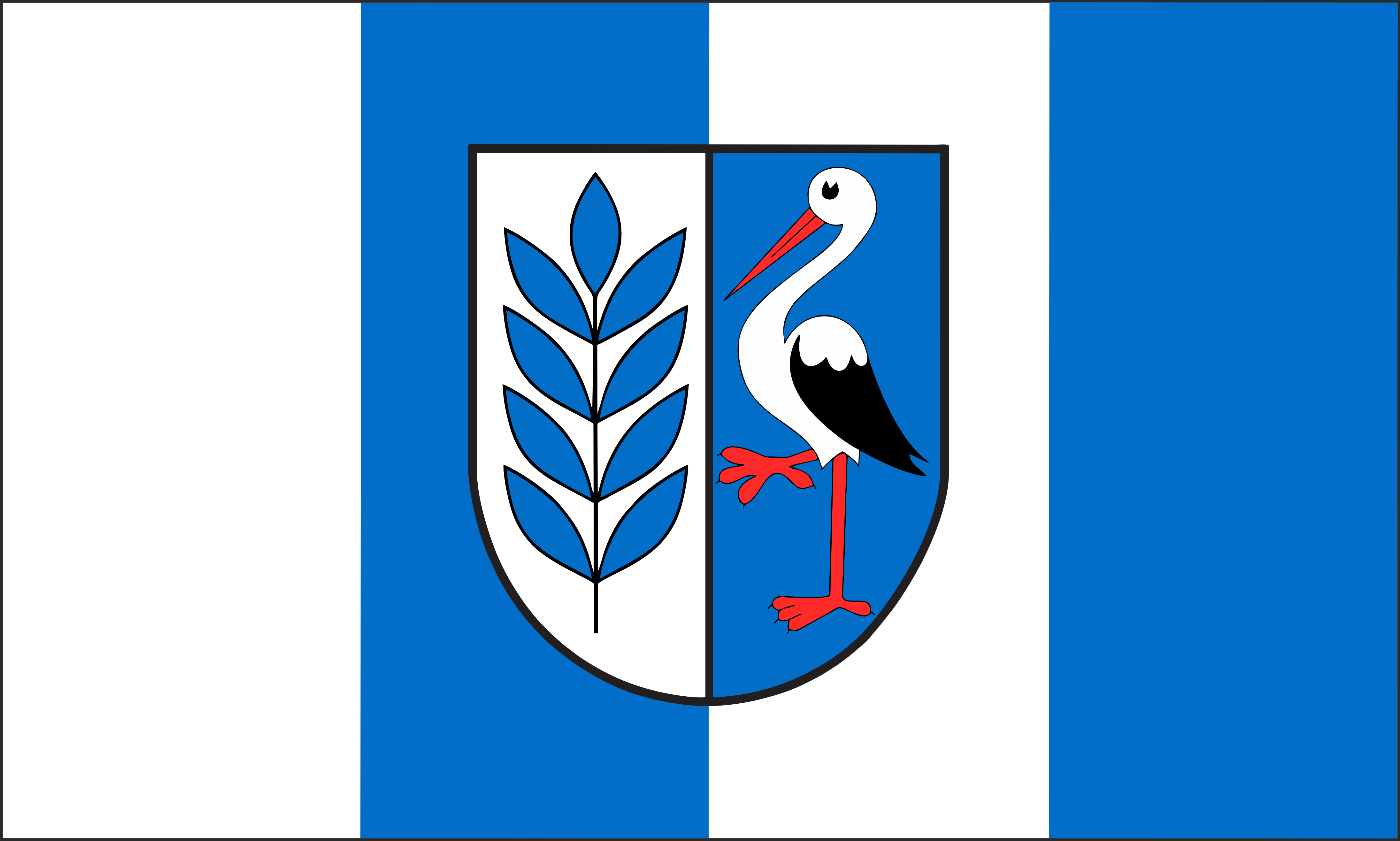

Die Flagge ist gleichmäßig und quer zur Längsachse des Flaggentuchs von Weiß, Blau, Weiß und Blau gestreift. In der Mitte des Flaggentuchs liegt, auf jeweils zwei Drittel der Länge des mittleren blauen und des mittleren weißen Streifens sowie auf zwei Drittel der Höhe des Flaggentuchs übergreifend, das Gemeindewappen. Die Länge des Flaggentuchs verhält sich zur Höhe wie 5:3.

### Dienstsiegel
Das Dienstsiegel zeigt das Gemeindewappen mit der Umschrift „GEMEINDE JATZNICK * LANDKREIS VORPOMMERN-GREIFSWALD“.

### Gemeindepartnerschaft
- Kargowa in Polen

## Sehenswürdigkeiten und Kultur

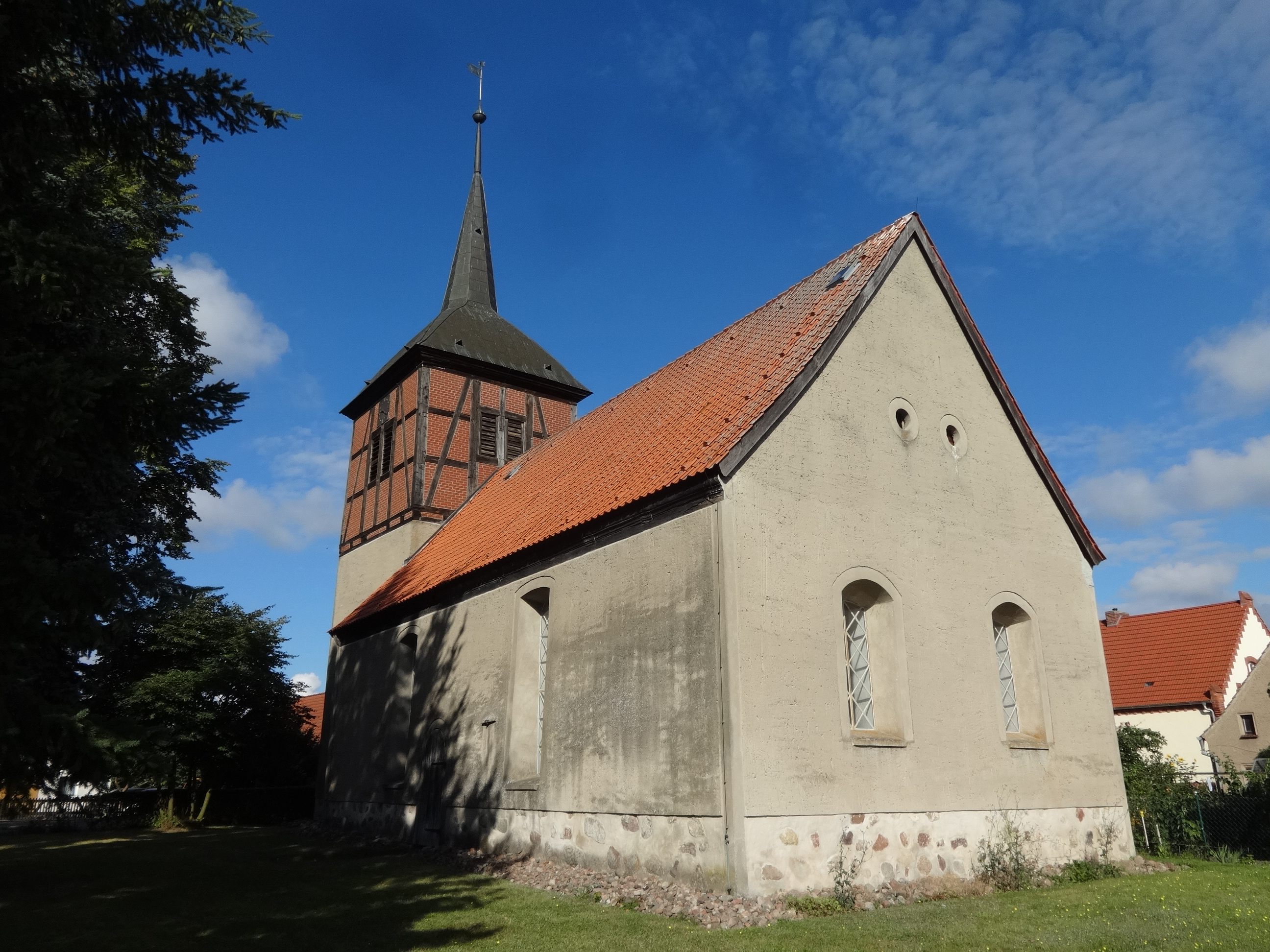
Kirche Jatznick

- Kirche Jatznick, entstand vermutlich im 14. Jahrhundert und wurde im 18. Jahrhundert barock überformt. Im Innern befindet sich unter anderem ein Kanzelaltar aus der ersten Hälfte des 18. Jahrhunderts mit einem Säulenaufbau sowie einem gesprengten Giebel mit dem Auge der Vorsehung. Der Kanzelkorb ist im Bodenbereich mit Akanthus verziert, ebenso die vier unteren Kassetten. Darüber sind ein Bischof sowie drei Heiligenfiguren aus der Zeit um 1500 angebracht.
- Kirche Groß Spiegelberg, entstand im 15./16. Jahrhundert aus Feldsteinen, die anschließend verputzt wurden. Im 18. Jahrhundert erneuerten Handwerker die Südwand. Im Innenraum steht unter anderem ein Kanzelkorb aus dieser Zeit.
- Dorfkirche in Belling von 1828, neoromanisch[13]
- Alte Wassermühle in Belling
- Dorfkirche in Klein Luckow, frühgotischer Feldsteinbau mit östlichem Blendengiebel, hölzernem Turm über dem Westgiebel und später veränderten Seitenfenstern[14]

## Wirtschaft und Infrastruktur

### Ansässige Unternehmen

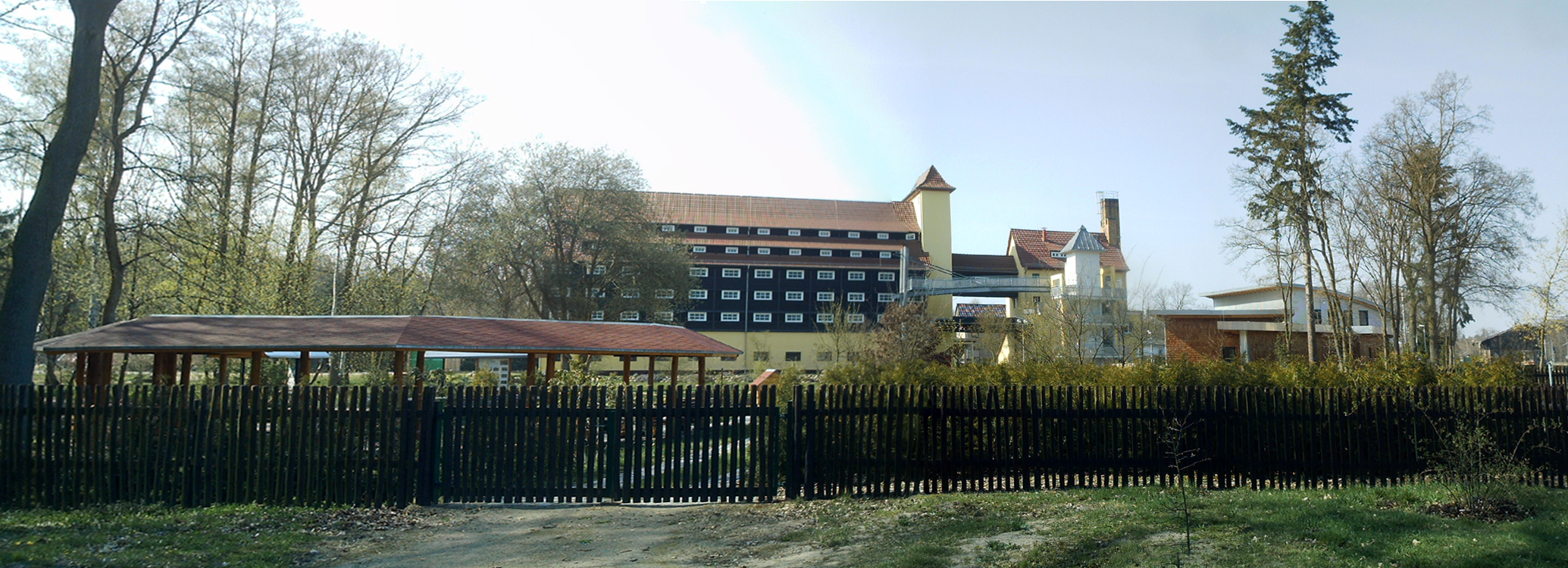
Forstsamendarre Jatznick

Die Forstsamendarre Jatznick ist eine von insgesamt acht Forstsamendarren in Deutschland. Sie umfasst ein Produktionsgebäude, eine Schaumanufaktur sowie einen dendrologischen Garten. Das Gebäude aus dem Jahr 1923 ist als technisches Denkmal eingetragen. Daneben existieren verschiedene Landwirtschafts- und Handwerksbetriebe.

### Verkehr
Jatznick liegt an der Bundesstraße 109 von Pasewalk nach Anklam. Die nächstgelegene Autobahnanschlussstelle ist Pasewalk Nord an der Ostseeautobahn A 20 (zwölf Kilometer südlich).
Der Bahnhof Jatznick an der Bahnlinie Berlin–Stralsund wird von der Regional-Express-Linie RE 3 (Falkenberg (Elster)–Berlin–Stralsund) im Zweistundentakt bedient. Seit 1884 führt zudem eine Zweigstrecke nach Ueckermünde.

### Bildung
Jatznick ist Schulstandort (Grundschule).

## Persönlichkeiten
- Alfred Klemmt (1895–1979), nationalsozialistischer Philosoph